# Кицівська пустеля
Ки́цівська пусте́ля — піщана горбиста місцевість в Україні, в долині річки Сіверський Донець. Розташована в межах Чугуївського району Харківської області, на південь від села Кицівка. 

## Основні дані
Довжина Кицівської пустелі бл. 5 км, ширина — 2,3 км. Перепад висот — приблизно 50 м. Степова та напівпустельна місцевість є домівкою для рідкісних видів комах.

## Історія
Напівпустельні ландшафти утворені алювіальними піщаними відкладеннями річки Сіверський Донець, що нагадують дюни. У минулому на цьому місці був танковий полігон, що використовувався в 1960-1990-ті роки. З тих часів залишилися танкові снаряди, що не вибухнули. Піщані пагорби частково поросли мохами, лишайниками, чагарниками і травою.

## Галерея

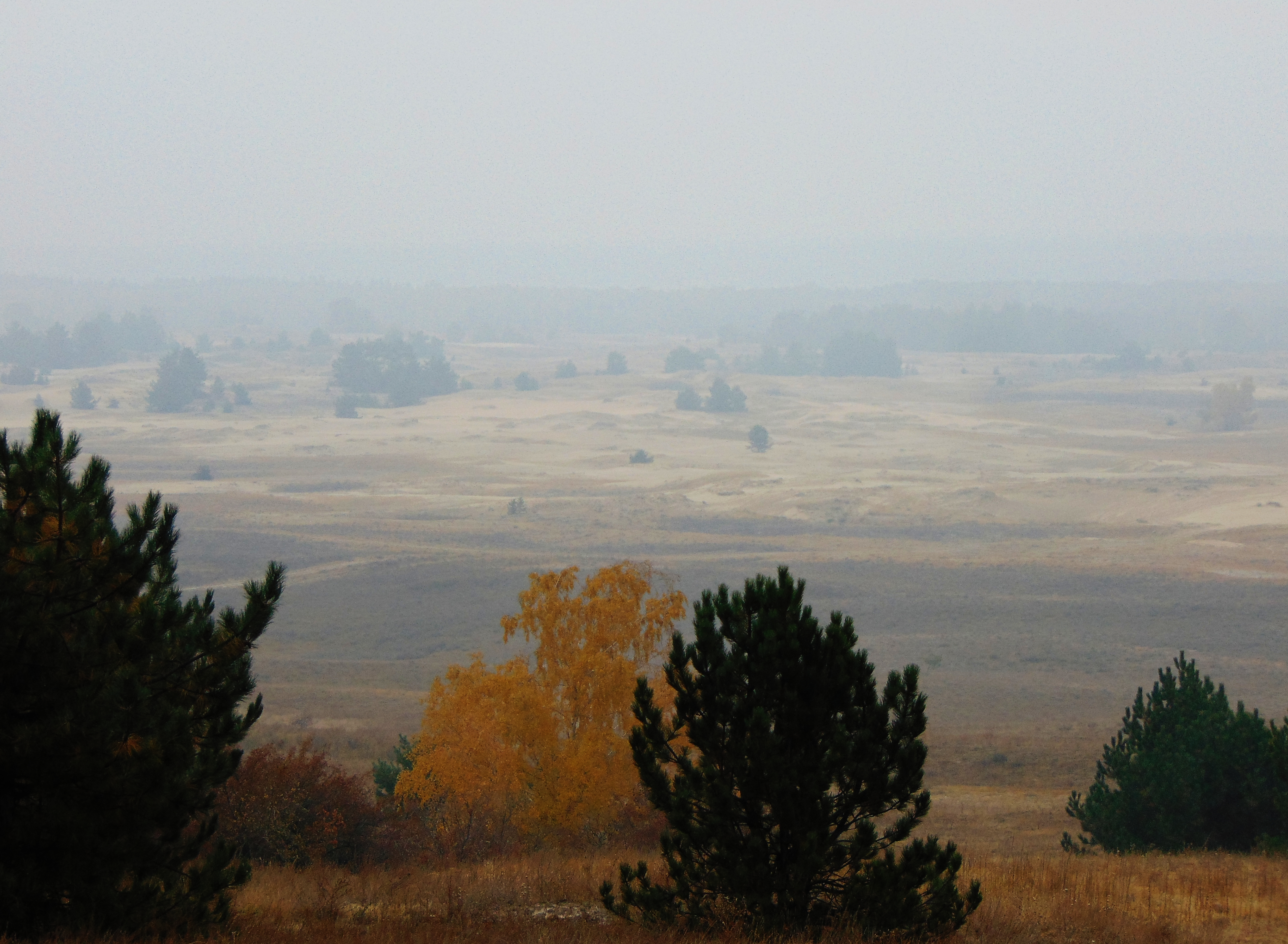
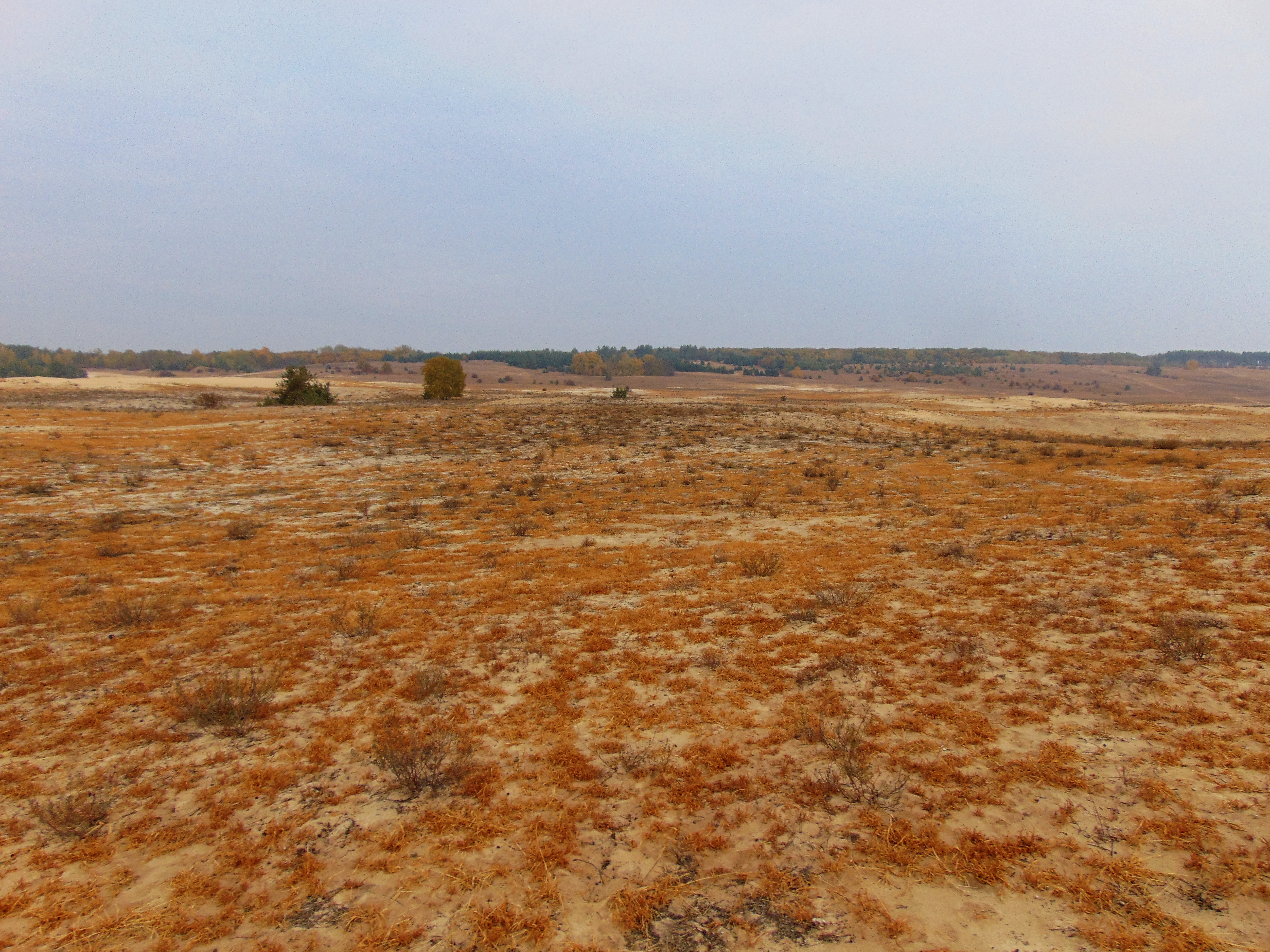
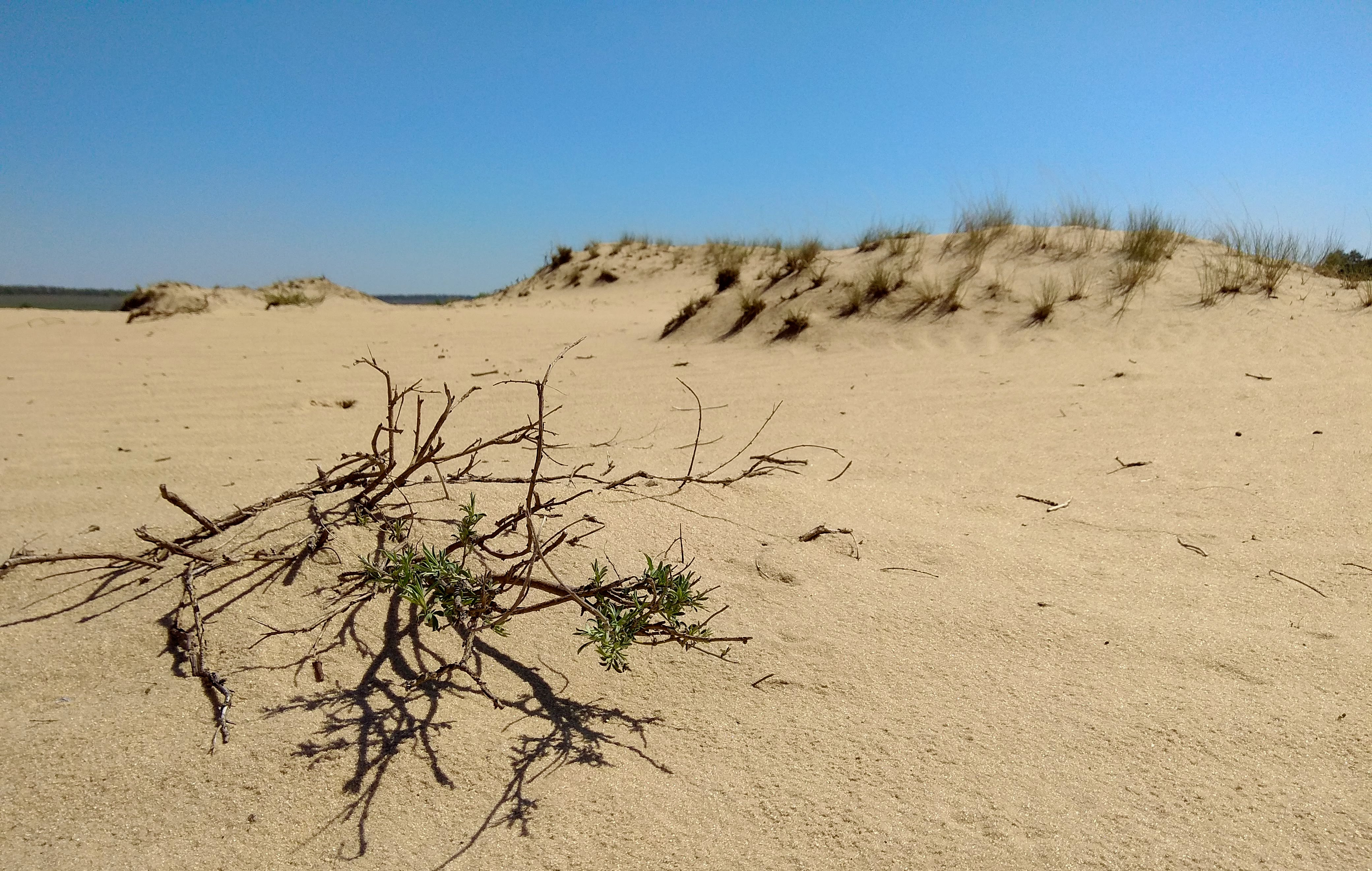